# Železniční svršek
Železniční svršek (traťový svršek) je jedna ze dvou základních součástí železniční nebo jiné kolejové trati. Tvoří jízdní dráhu, která vozidlo nese a vede. Základní součásti traťového svršku jsou kolejnice, výhybky, upevňovadla, pražce (tyto části tvoří dohromady koleje) a kolejové lože tvořené štěrkem. Leží na pláni tělesa železničního spodku. Svršek, který nemá kolejové lože, se nazývá pevnou jízdní dráhou.
Obdobná stavební část u jiných druhů kolejových drah (tramvajová, pozemní lanová) se nazývá buď také železniční svršek, nebo kolejový svršek či traťový svršek.
Dorovnání povrchu do úrovně hlav kolejnic, případně související vozovky, se nazývá kryt kolejového svršku. Používá se zejména u tramvajových tratí vedených po pozemní komunikaci jako tramvajový pás, zejména je-li po tramvajovém pásu povolena jízda silničních vozidel. Také se používá v místech přejezdů nebo přechodů přes železniční nebo tramvajovou dráhu, a dále v místech pro nástup požární techniky a pro zrychlení pěší evakuace (u tunelů). Kryt kolejového svršku může tvořit živice (asfalt), kamenná nebo mozaiková dlažba, krycí panely, štěrk, travnatá plocha, na přejezdech se někdy používají pryžové materiály. Na tramvajových tratích se také používají velkoplošné panely BKV, které plní zároveň úlohu kolejového lože i krytu kolejového svršku.
Kromě kolejového spodku a svršku jsou součástí trati také trolejová vedení a měnírny, staniční a provozní budovy atd.

## Historie
Železniční svršek se vyvíjel především v počátečních letech vývoje železnice. První koňská dráha v Českých zemích měla například svršek složený z podélných trámů pobitých železnými plechy, spojenými dalšími příčnými trámy.
V Anglii se vyvinuly stoličkové kolejnice, upevněné na pražcích speciálními litinovými stoličkami. Ve druhé polovině 19. století se ale všeobecně prosadily širokopatní kolejnice nesené příčnými pražci.